# Волфсбург
Волфсбург (на немски: Wolfsburg) е град във федерална провинция Долна Саксония, Германия. Намира се североизточно от град Брауншвайг. Разположен е на 63 m н.в. Телефонните му кодове са 05361, 05362, 05363, 05365, 05366, 05367, 05308, а пощенските 38400 – 38448. Волфсбург е седалище на фирма „Volkswagen“.
Площта на Волфсбург е 204,05 km², населението към 31 декември 2010 г. – 121 451 жители, а гъстотата на населението – 595 д/km².

## История
Волфсбург е един от не многото градове в Германия, които са основани съвсем скоро – през първата половина на XX век. От датата на основаване 1 юли 1938 г. и до 25 май 1945 г. Волфсбург се нарича Stadt des KdF-Wagens bei Fallersleben (Град на автомобилите KdF до град Фалерслебен) и е предназначен като място за живеене на работниците от завода Volkswagen, които са произвеждали Volkswagen Käfer (модела „Костенурка“).

## Побратимени градове
- Толиати (Русия)